# Robert Havemann
Robert Havemann (Múnich, 10 de marzo de 1910-Grünheide, 9 de abril de 1982) fue un filósofo, político y doctor en Química del Instituto Kaiser Wilhelm para la Fisicoquímica y la Electroquímica de Berlín y miembro del Europäische Union (Unión Europea) para la Resistencia alemana al nazismo durante la Segunda Guerra Mundial y un destacado socialista de la entonces Alemania Oriental (RDA).

## Biografía
Robert Havemann nació en Múnich en 1910 en el seno de una familia de intelectuales. Estudió y se doctoró en Química en la Universidad de Berlín y fue admitido en el Instituto Kaiser Wilhelm para la Fisicoquímica y la Electroquímica (KWI para Kaiser-Wilhelm-Institut) especializándose en electroquímica en 1933.
En 1932, ingresó en el movimiento socialista Neu beginnen (Nuevo comienzo), que comenzó a realizar resistencia al nazismo emergente en Alemania en 1933. Además estableció contactos con la Internacional Comunista e ingresó al KPD en ese año.
Dentro del KWI estableció un círculo de resistencia junto a Georg Groscurth, Pablo Rentsch y Herbert Richter, denominado Europäische Unión, que tenía como objetivo el estorbar las maquinaciones del régimen nazi en todo aquello que estuviera a su alcance desde su privilegiada posición.
De este modo ayudó a ocultarse a varios científicos e intelectuales con raíces judías, realizó coordinaciones con otros grupos disidentes e intentó además, sin éxito, establecer contactos con los aliados. El régimen nazi ofreció a Havemann el poder colaborar con investigaciones dirigidas al desarrollo de armas químicas para el Heereswaffenamt (Wehrmacht), y este aceptó solo para poder encubrir las acciones disidentes del grupo y evitar su enrolamiento forzado como soldado de la Wehrmacht.
De esta forma Havemann se convirtió en el líder del grupo disidente, y con él organizó acciones en los campos de trabajos forzados de la región de Oranienburg.
En 1943, Havemann y su grupo escribieron una serie de textos programáticos mencionando en ellos a la Europäische Union, lo que constituyó un error fatal, puesto que cayeron en manos de la Gestapo al detener a un ingeniero, Paul Hatschek y a su esposa intentando traspasar información en la frontera polaca.
El 4 de septiembre de 1943, Georg Groscurth fue arrestado por la Gestapo y al día siguiente le tocó a Havemann, siendo enjuiciado por el Volksgerichtshof y condenado a muerte el 16 de diciembre de ese año. Su grupo fue desmantelado.
No obstante, a medida que la Gestapo investigaba sus trabajos de colaboración con la industria de guerra nazi y gracias a la intervención de otros colegas del KWI, se le consideró trabajador esencial para el desarrollo de armas químicas y se le suspendió la pena en varias oportunidades mientras permanecía en la prisión de Brandeburg-Görden. Pudo sobrevivir al régimen nazi, siendo liberado por el Ejército Rojo en mayo de 1945.
Se convirtió en jefe administrativo del Instituto Kaiser Wilhelm para la Fisicoquímica y la Electroquímica en Berlín occidental. Su filiación y colaboración con los soviéticos provocó su persecución política por parte de las autoridades occidentales, lo que condujo a su despido en 1948. 
Siguió como adjunto en el Laboratorio de Química del Instituto hasta que fue despedido finalmente en 1950.  

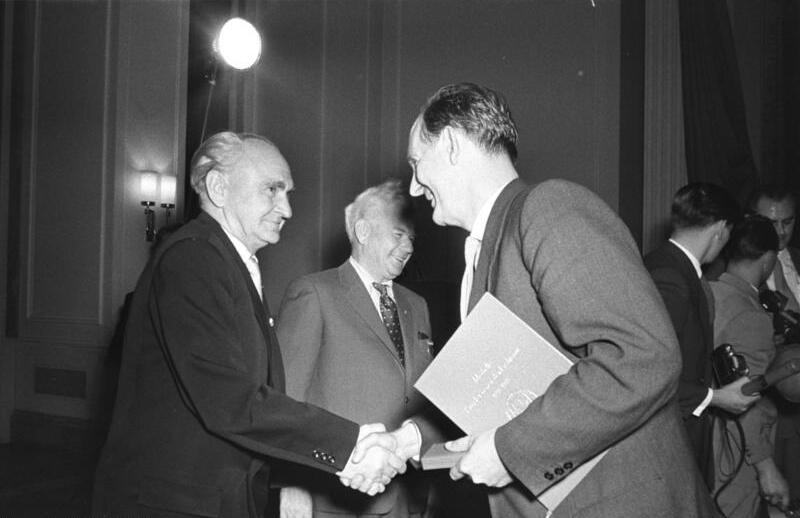
Robert Havemann saluda a Herman Matern en la Volkskammer en 1958

Havemann permaneció en la capital de la nueva Alemania del Este, RDA, y ganó una cátedra en la Universidad de Humboldt en Berlín. Se convirtió en miembro del Partido Socialista Unificado y miembro de la Cámara del Pueblo (Volkskammer)  en ese año. Fue colaborador informal de la Stasi.
En 1956, Havemann se convirtió en crítico mediático del régimen comunista a raíz del 20º Congreso Comunista de 1956, en especial de Nikita Jrushchov y su discurso secreto acerca de la Gran Purga.
En 1963 dictó una conferencia sobre los aspectos científicos de los dogmas filosóficos, que fue publicado como "Dialéctica sin dogmatismos". Esto le atrajo mucha publicidad y concedió una entrevista a periodistas occidentales, siendo despedido de sus cargos en 1964, perdiendo su calidad de miembro del Partido Socialista Alemán (SED). Su hijo Florian (nacido el 12 de enero de 1952 en Berlín-Este) huyó a Berlín-Oeste en 1971.

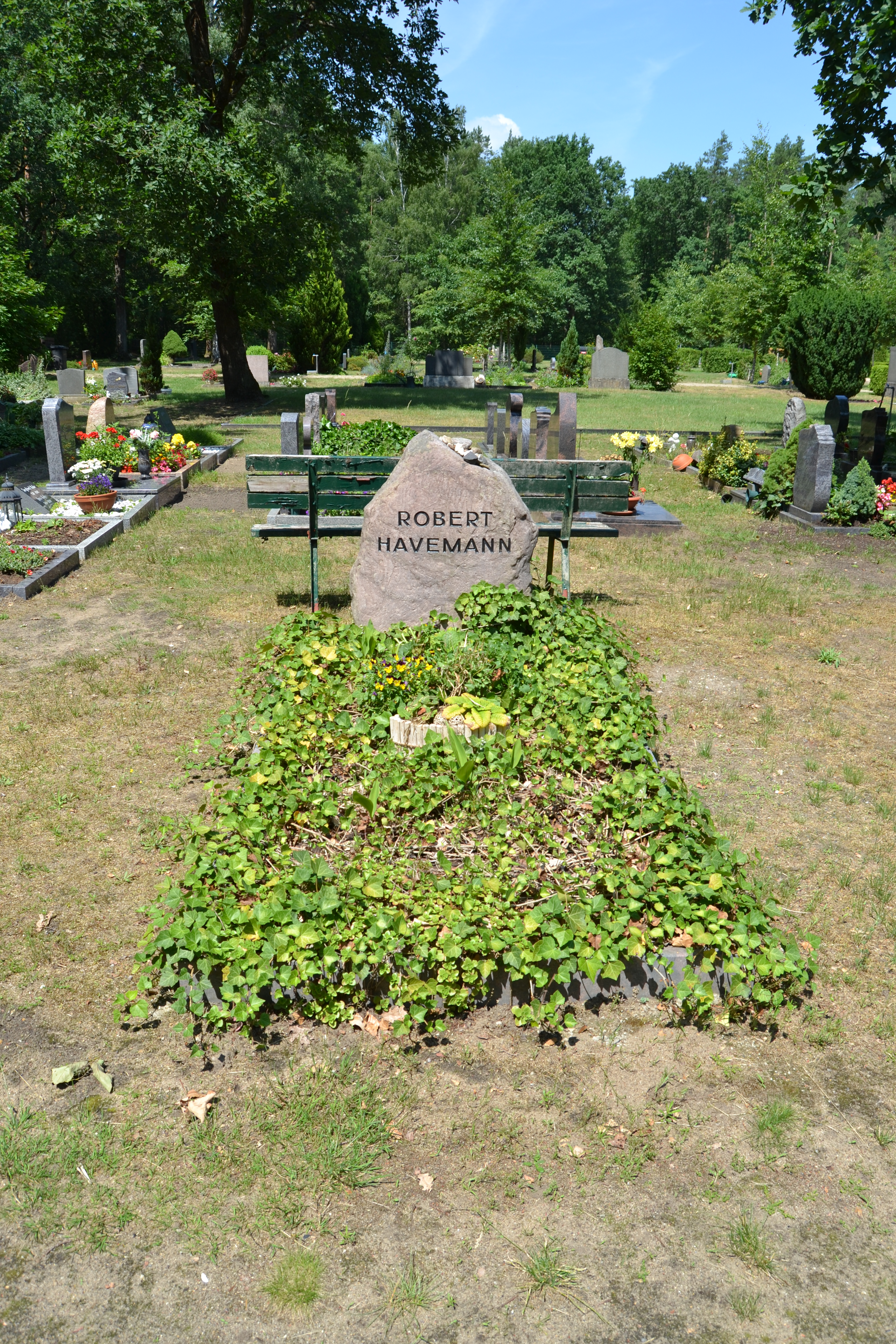

Havemann se radicó en Grünheide, y en 1976 fue puesto bajo arresto domiciliario por las autoridades de la RDA y permaneció bajo estas condiciones hasta su muerte en abril de 1982, a causa de un cáncer de pulmón.
En 1989 fue rehabilitado políticamente por el Partido Socialista Unificado de Alemania.
En 2006, Robert Havemann fue nombrado Justo entre las Naciones por su ayuda a los judíos intelectuales durante la persecución del régimen nazi.